# MACLisp
MACLisp – dialekt języka programowania Lisp opracowany w MIT w 1966 r., znany z wydajności i rozmaitych udogodnień. MacLisp był potem używany w Project MAC, Matlab i Macsyma. Był uruchamiany na PDP-10.
MacLisp był jedną z dwóch gałęzi Lisp - drugą był Interlisp. W 1981 Common LISP był próbą połączenia cech obu języków. 